# Občina Ig

Občina Ig - Slovinsko

Občina Ig je jednou z 212 občin ve Slovinsku. Rozkládá se ve Středoslovinském regionu. Je jednou z 25 občin regionu. Rozloha občiny je 98,8 km² a v lednu 2014 zde žilo 7046 lidí. V občině je celkem 25 vesnic. Správním centrem je vesnice Ig.

## Poloha, popis
Střed občiny se nachází zhruba 11 km jižně od centra Lublaně. Nadmořská výška území je zhruba od 280 m na severu až po téměř 1090 m na jihozápadě.
Sousedními občinami jsou: Lublaň na severu, Škofljica na východě, Velike Lašče na jihu a Brezovica na západě.

## Vesnice v občině
Brest, Dobravica, Draga, Golo, Gornji Ig, Ig, Iška, Iška Loka, Iška vas, Kot, Kremenica, Matena, Podgozd, Podkraj, Rogatec nad Želimljami, Sarsko, Selnik, Staje, Strahomer, Suša, Škrilje, Tomišelj, Visoko, Vrbljene, Zapotok.